# Underworld (film)
Underworld (v anglickém originále Underworld) je koprodukční akční film z roku 2003. Režisérem filmu je Len Wiseman. Hlavní role ve filmu ztvárnili Kate Beckinsale, Scott Speedman, Shane Brolly, Bill Nighy a Michael Sheen.

## Obsazení
| Kate Beckinsale | Selene         |
| Scott Speedman  | Michael Corvin |
| Shane Brolly    | Kraven         |
| Bill Nighy      | Viktor         |
| Michael Sheen   | Lucian         |
| Erwin Leder     | Singe          |
| Sophia Mylesová | Erika          |
| Robbie Gee      | Kahn           |